# Calle Broad (línea de la Calle Nassau)
La Calle Broad es una estación en la línea de la Calle Nassau del metro de la ciudad de Nueva York. Está localizada en la intersección de las calles Broad y Wall Street en el Distrito Financiero de Manhattan. Es servida por los trenes del servicio J (todo el tiempo excepto los fines de semana), por los trenes M (horas pico), y por los trenes del servicio Z (horas pico en vías congestionadas).

## Conexiones de autobuses
- M1
- M6
- M9
- M15